# Sečevo
Sečevo je naseljeno mjesto u općini Travnik, Federacija Bosne i Hercegovine, BiH.

## Stanovništvo

### 1991.
Nacionalni sastav stanovništva 1991. godine, bio je sljedeći:
ukupno: 333
- Hrvati - 200
- Muslimani - 132
- ostali, neopredijeljeni i nepoznato - 1

### 2013.
Nacionalni sastav stanovništva 2013. godine, bio je sljedeći:
ukupno: 141
- Hrvati - 97
- Bošnjaci - 33
- ostali, neopredijeljeni i nepoznato - 11